# كريبتو (رسوم متحركة)
كريبتو (بالإنجليزية: Krypto the Superdog)‏ مسلسل رسوم متحركة أمريكي، عُرِض لأول مرة في 25 مارس 2005، واستمر عرضه حتى 15 ديسمبر 2006. دُبلِجَ إلى العربية بواسطة مركز الزهرة وعرض على قناة سبيس تون.

## الممثلون
- إياس أبو غزالة - كريبتو
- رغدة الخطيب
- هزار الحرك
- أسيمة يوسف
- محمد مصطفى
- عاصم حواط
و
- أيمن السالك
- بثينة شيا
- منصور السلطي
- فاطمة سعد

## طاقم العمل

### النسخة العربية
- الإعداد: جوليا بدر، هزار الحرك
- المراجعة: د.شفيق بيطار، عماد عكر
- التدقيق اللغوي: رمضان أيوب
- الصوت والمكساج: نديم سليمان
- المونتاج: سامر أبو حمد
- التترات: محمد القزة
- إعداد الشارة: رشا رزق
- غناء الشارة: جان سمارة
- تسجيل الشارة: سامر أبو عسلي
- المتابعة المالية: محمد حسان مهنا، عبد القادر نبهان
- إدارة الإنتاج: رضوان حجازي
- وارنر برذرز‎
- إنتاج وتوزيع: CARTOON STAR (ماهر الحاج ويس)
- تنفيذ الدوبلاج: مركز الزهرة

Free Zone
دمشق
- الإشراف الفني: لويس أبو عسلي

## روابط خارجية
- كريبتو على موقع IMDb (الإنجليزية)
- كريبتو على موقع كينوبويسك (الروسية)
- كريبتو على موقع ألو سيني (الفرنسية)
- كريبتو على موقع قاعدة بيانات الفيلم (الإنجليزية)